# Pont-Saint-Martin (Italië)
Pont-Saint-Martin is een gemeente in de Italiaanse regio Aostadal en telt 3957 inwoners (31-12-2004). De oppervlakte bedraagt 6,9 km², de bevolkingsdichtheid is 573 inwoners per km².

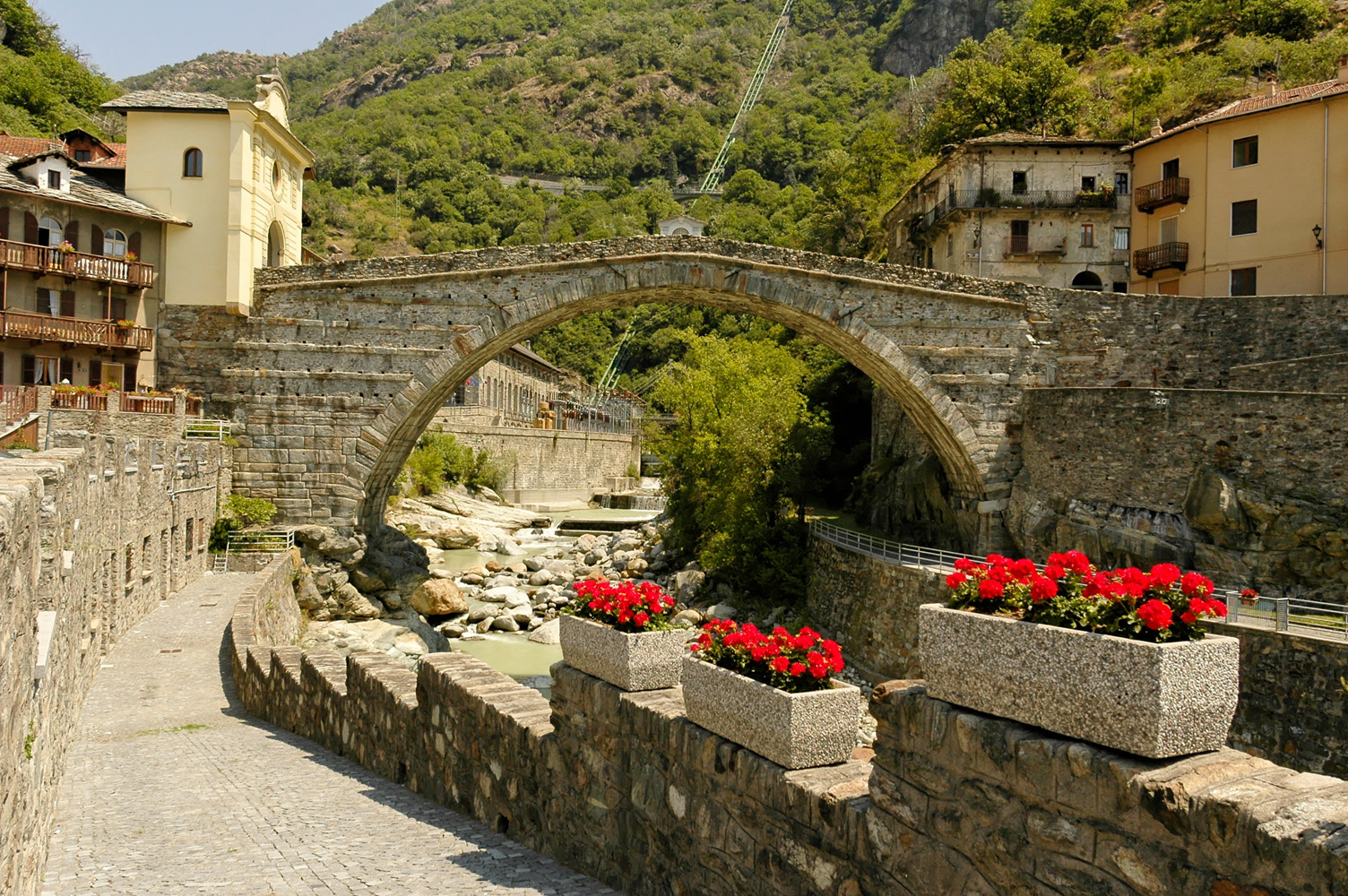
Romeinse brug
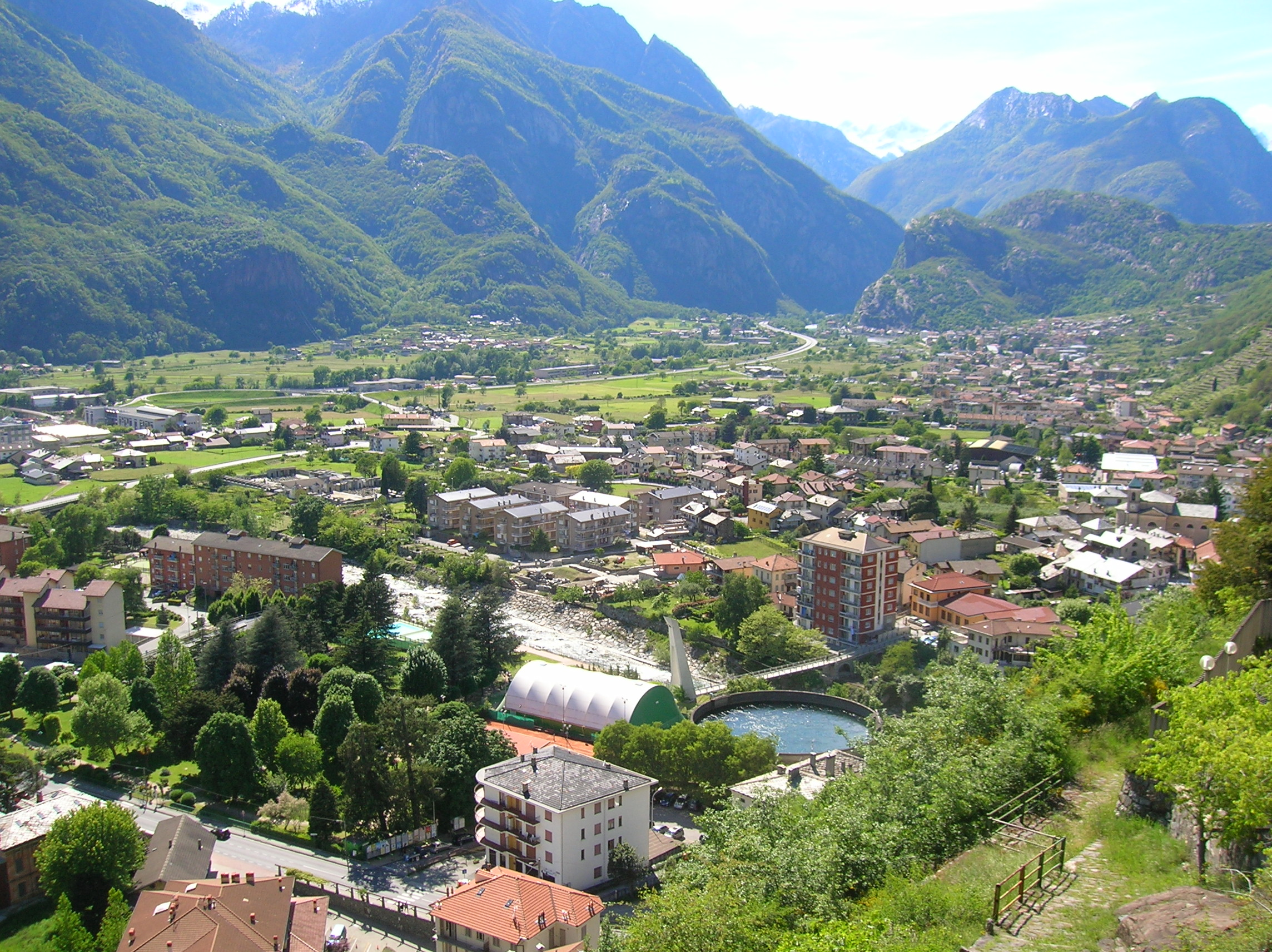
Uitzicht vanaf Ivéry
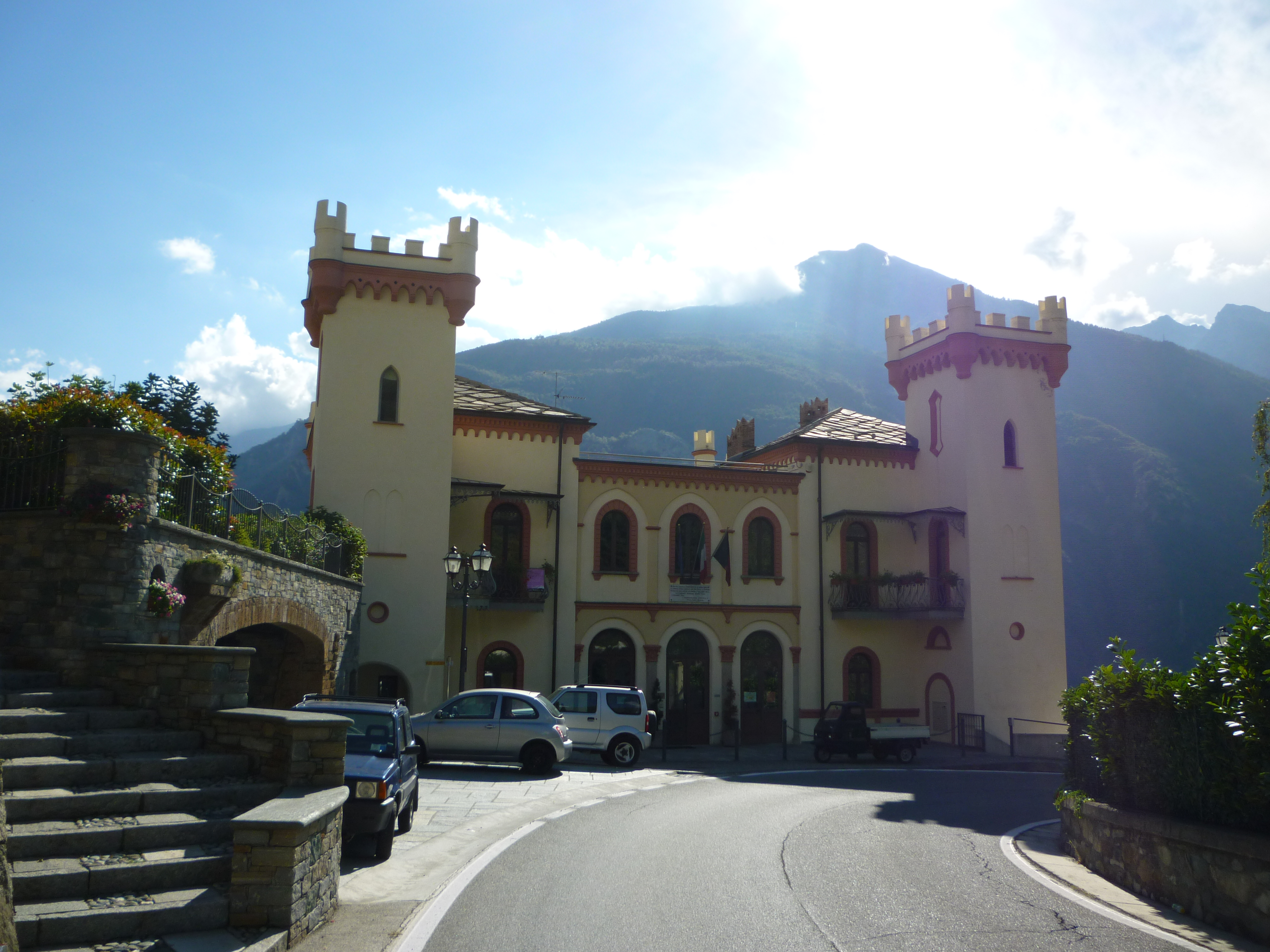
Kasteel Baraing
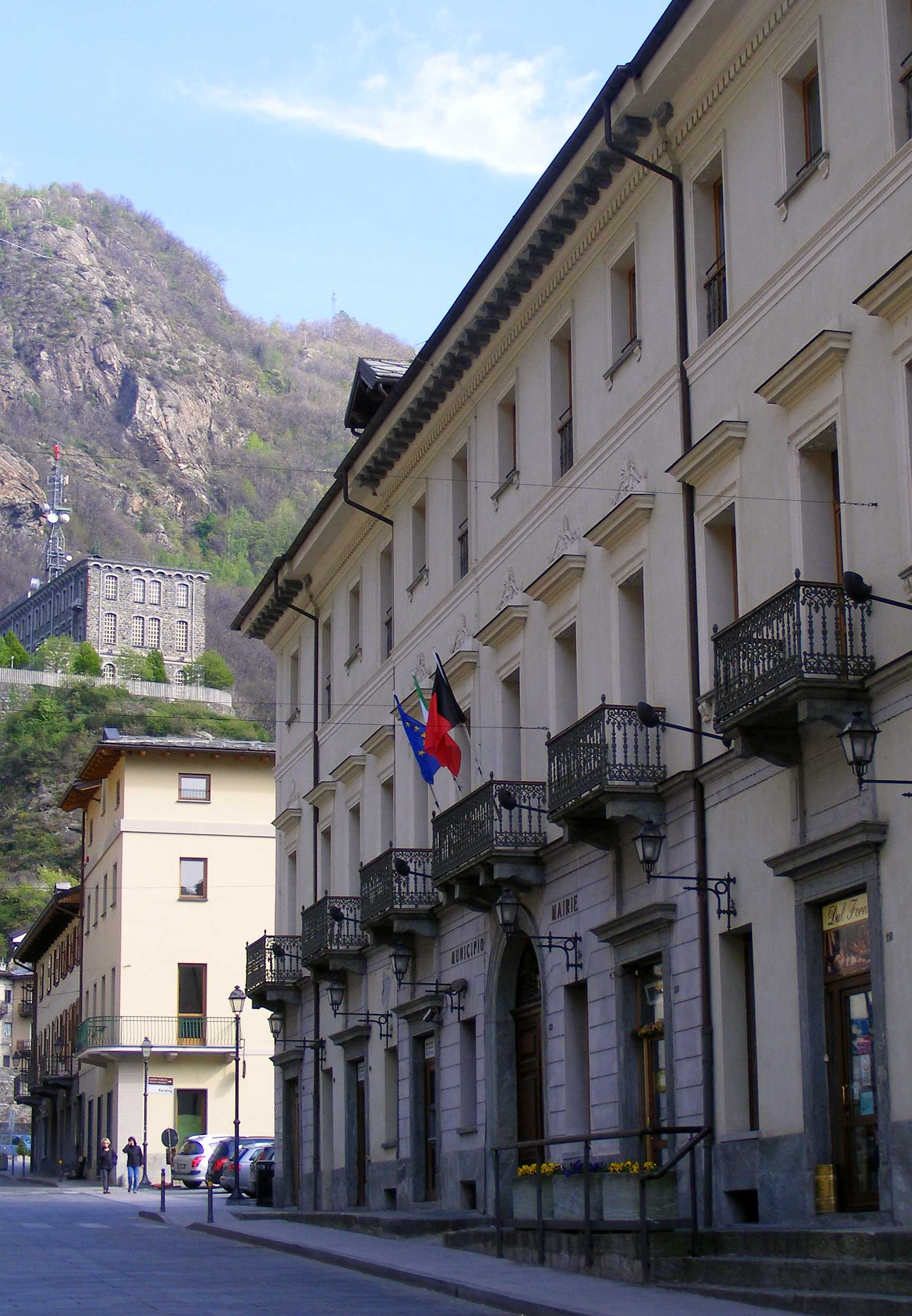
Gemeentehuis

## Demografie
Pont-Saint-Martin telt ongeveer 1748 huishoudens. Het aantal inwoners steeg in de periode 1991-2001 met 0,9% volgens cijfers uit de tienjaarlijkse volkstellingen van ISTAT.
| Jaar | Inwoneraantal |
| ---- | ------------- |
| 1991 | 3800          |
| 2001 | 3833          |

## Geografie
Pont-Saint-Martin grenst aan de volgende gemeenten: Carema, Donnas, Perloz.